# Papillaria zeloflexicaulis
Papillaria zeloflexicaulis là một loài Rêu trong họ Meteoriaceae. Loài này được Streimann mô tả khoa học đầu tiên năm 1991.